# Bumba flygplats
Bumba flygplats är en flygplats i orten Bumba i Kongo-Kinshasa. Den ligger i provinsen Mongala, i den norra delen av landet, 1 100 km nordost om huvudstaden Kinshasa. IATA-koden är BMB och ICAO-koden FZFU. Bumba flygplats hade 256 starter och landningar, samtliga inrikes, med totalt 2 384 passagerare, 61 ton inkommande frakt och 46 ton utgående frakt 2015.